# Felix Messenzehl
Felix Messenzehl, född 2003, är en tysk curlingspelare som representerar det tyska landslaget.

## Biografi
Felix Messenzehl har medverkat i en VM-turnering och en EM-turnering, och har tagit ett EM-guld.